# Associazione Sportiva Latina 1996 2002-2003
Questa pagina raccoglie le informazioni riguardanti l'Associazione Sportiva Latina 1996 nelle competizioni ufficiali della stagione 2002-2003.

## Rosa
| N. |                   | Ruolo | Calciatore             |  |
| -- | ----------------- | ----- | ---------------------- |  |
|    | Italia (bandiera) | D     | Nevio Faggioni         |  |
|    | Italia (bandiera) | A     | Francesco Asciolla     |  |
|    | Italia (bandiera) | C     | Giovanni Baratto       |  |
|    | Italia (bandiera) | C     | Marco Caputi           |  |
|    | Italia (bandiera) | C     | Donato Colucci         |  |
|    | Italia (bandiera) | A     | Alessandro Del Prete   |  |
|    | Italia (bandiera) | D     | Daniele Deoma          |  |
|    | Italia (bandiera) | C     | Marcello Esposito      |  |
|    | Italia (bandiera) | C     | Luca Falso             |  |
|    | Italia (bandiera) | D     | Giuseppe Filocomo      |  |
|    | Italia (bandiera) | P     | Patrizio Fimiani       |  |
|    | Italia (bandiera) | D     | Cristiano Gagliarducci |  |
|    | Italia (bandiera) | C     | Emanuele Germano       |  |
|    | Italia (bandiera) | C     | Silvio Giusti          |  |
|    | Italia (bandiera) | C     | Francesco Latartara    |  |
|    | Italia (bandiera) | C     | Raffaele Leoncini      |  |

| N. |                    | Ruolo | Calciatore            |
| -- | ------------------ | ----- | --------------------- |
|    | Italia (bandiera)  | C     | Dario Levanto         |
|    | Italia (bandiera)  | C     | Nicola Mancino        |
|    | Italia (bandiera)  | C     | Andrea Manco          |
|    | Italia (bandiera)  | P     | Ivan Martinelli       |
|    | Italia (bandiera)  | C     | Alessandro Marzio     |
|    | Senegal (bandiera) | A     | Jules Mendy           |
|    | Italia (bandiera)  | C     | Carmine Minauda       |
|    | Italia (bandiera)  | A     | Rocco Napoli          |
|    | Italia (bandiera)  | D     | Giuseppe Pecorilli    |
|    | Italia (bandiera)  | C     | Simone Pesce          |
|    | Italia (bandiera)  | A     | Corrado Pilleddu      |
|    | Italia (bandiera)  | A     | Fabio Simonetti       |
|    | Italia (bandiera)  | A     | Fabio Stravato        |
|    | Italia (bandiera)  | A     | Maurizio Tacchi (III) |
|    | Italia (bandiera)  | D     | Cosimo Zanga          |
|    | Italia (bandiera)  | D     | Damiano Zizzariollo   |